# Muzeum Josepha Wittiga
Muzeum Josepha Wittiga – placówka otwarta 8 maja 1997 z inicjatywy Fundacji Odnowy Ziemi Noworudzkiej, w domu Wittiga w Dolinie Olch, poświęcone postaci i twórczości Josepha Wittiga, teologa, poety, piewcy ziemi kłodzkiej. W otwarciu uczestniczył m.in. ks. kardynał Henryk Gulbinowicz oraz rodzina Wittiga.
Wittig położył kamień węgielny pod dom własnego projektu 19 czerwca 1926, który został zbudowany przed małżeństwem pisarza z Bianką Geisler.  W jednej z sal ekspozycyjnych prezentowana jest wystawa biograficzna pisarza. W innej, dawnym gabinecie, na podstawie zdjęć archiwalnych odtworzono dawne wnętrze, przypominające warunki, w jakich żył i mieszkał Joseph Wittig, nastrój i atmosferę pracy oraz wypoczynku. 
Oryginały dokumentów prezentowanych na wystawie znajdują się w zbiorach Archiwum Uniwersyteckiego we Wrocławiu. Pamiątki po Wittigu oraz część książek przekazane zostały na wystawę przez rodzinę pisarza zamieszkałą w Niemczech. Część z eksponatów prezentowanych w gabinecie pochodzi z dawnego wyposażenia domu.